# 孛坚
孛坚（Bögen，12世纪？—1235年），又作孛罕，蒙古帝国将领，尼伦蒙古兀鲁兀惕（兀罗带）氏人，蒙古第41位开国功臣（千户）。
孛坚原本是成吉思汗的宿卫卫士，由于多年忠勤效力，1206年，大蒙古国建立，他受封为功臣千户，列为第四十一位。窝阔台大汗时，为镇西行省，领蒙古、汉军，参与攻打金朝河中府、潼关、河南府，与拜只思、阿思蘭等人攻打秦州、巩州及仁和诸堡。又和拜只思驻守京兆府（今西安）。1235年，为左手万户。跟随都元帥塔海绀卜攻打宋朝，死于军中。

## 家族
- 孛坚
  - 子：忽都
    - 孙：扎忽带
      - 曾孙：阿都赤

## 延伸阅读
- 维基文库中的相關文獻：《新元史·卷一百五十二·列傳第四十九》 柯劭忞 撰